# Vörhenyes bozótkakukk
A vörhenyes bozótkakukk (Centropus unirufus) a madarak osztályának kakukkalakúak (Cuculiformes) rendjébe, ezen belül a kakukkfélék (Cuculidae) családjába tartozó faj.

## Rendszerezése
A fajt Jean Cabanis és Ferdinand Heine írták le 1863-ban, a Pyrrhocentor nembe Pyrrhocentor unirufus néven.

## Előfordulása
Endemikus faj, csak a Fülöp-szigetekhez tartozó Luzon szigetén honos. Természetes élőhelyei a szubtrópusi és trópusi síkvidéki esőerdők. Nem vonuló faj.

## Megjelenése
Testhossza 38–42 centiméter, testtömege 184 gramm. Tollazata vörösesbarna.

## Természetvédelmi helyzete
Az elterjedési területe nem nagy és gyorsan csökken, egyedszáma is csökken. A Természetvédelmi Világszövetség Vörös listáján mérsékelten fenyegetett fajként szerepel.

## További információ
- Képek az interneten a fajról
- Xeno-canto.org - a faj hangja és elterjedési területe